# Phenacomys ungava
Phenacomys ungava (східна вересова полівка) — мала північноамериканська полівка. До недавнього часу цей вид вважався одним із видом західної вересової полівки Phenacomys intermedius.

## Морфологічна характеристика
Тварини відносно невеликі серед видів Phenacomys, розміром від 11 до 15 см від носа до хвоста і вагою від 15 до 47 г. Зовні вони дуже схожі на вересову полівку, і відрізнити їх від них можна лише за тонкими ознаками кольору шерсті та форми черепа.
Шерсть довга і м'яка. Шерсть коричнева з легким жовтуватим нальотом на спині та голові, з блідо-сірими нижньою частиною та лапами та яскравішим, майже рудим, хутром на крупі та боках. Обличчя і писок дорослих особин мають більш виражений жовтуватий відтінок, контрастуючи з іншою частиною голови і тіла. Хвіст короткий, розміром приблизно чверть загальної довжини тварини, і блідіший знизу, ніж на верхній поверхні. Вуха дуже малі, їх ледве видно над довгою шерстю.

## Екологія та поведінка
Phenacomys ungava травоїдні, харчуються листям і ягодами рослин, особливо чорниці, влітку та корою, насінням і бруньками верб і кущів взимку. Вони є одними з небагатьох хребетних, здатних їсти кору овечого лавра, і можуть відігравати важливу екологічну роль у переробці поживних речовин із цього токсичного джерела.
До хижаків належать сови, яструби та хижі ссавці, такі як ласки та куниці. Вони активні цілий рік, переважно в сутінках або вночі.
Влітку живуть у норах. Нора складається з одного тунелю, що закінчується гніздом приблизно 10 см у поперечнику, розташованим приблизно на 20–25 см під землею, і окремою вигрібною камерою. Гніздова камера вистилається травою або іншим рослинним матеріалом. Взимку вони заселяють великі гнізда, побудовані з листя та гілок і розташовані над землею, де їх може захистити навколишній сніг. Цілий рік вони запасають їжу для подальшого використання, розміщуючи її біля входу в свої нори, в ущелинах або під камінням.

## Розмноження
Phenacomys ungava розмножуються з червня по липень і виводять від двох до восьми дитинчат після періоду вагітності 21 день. Молодняк народжується безволосим і сліпим, у нього на шостий день з'являється хутро, а на чотирнадцятий – відкриваються очі. Їх відлучають від грудей на сімнадцятий день, але вони не досягають повного дорослого розміру більше трьох місяців.
Самиці стають статевозрілими через чотири-шість тижнів після народження, але самці не розмножуються протягом першого літа. Зазвичай щороку народжується лише один виводок, але, принаймні в деяких місцевостях, другий виводок може народжуватися в серпні. Живуть до чотирьох років.